# Hamburgische Münze

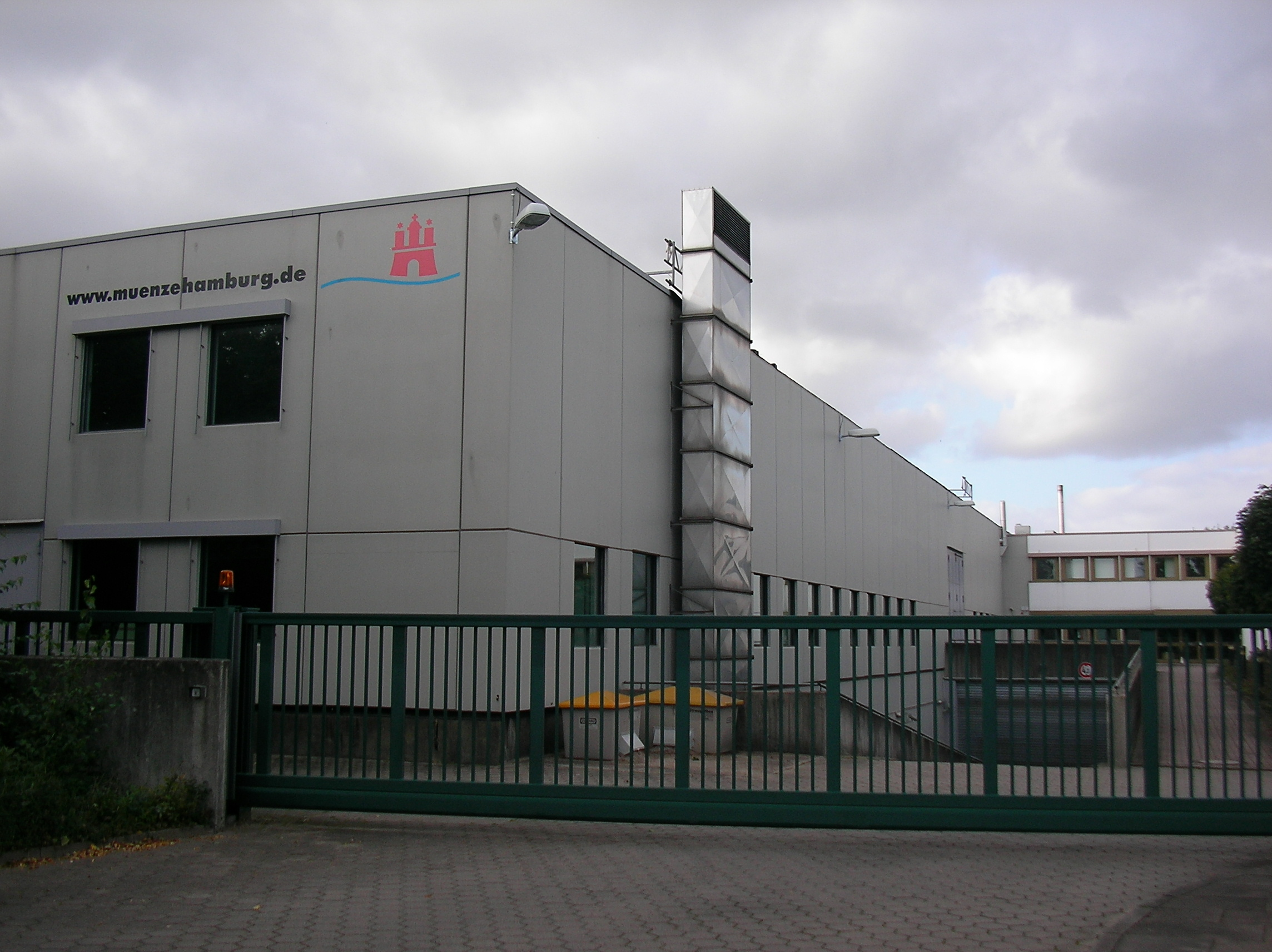
Gebäude der Prägeanstalt in Meiendorf

Die Hamburgische Münze (auch Münze Hamburg) ist die älteste deutsche Münzprägeanstalt. Sie führt als Münzzeichen ein „J“ und untersteht als Landesbetrieb der Finanzbehörde der Freien und Hansestadt Hamburg.
Die Hamburgische Münze produziert sowohl einen Teil der deutschen Umlaufmünzen (21 Prozent) und Gedenkmünzen der Bundesrepublik Deutschland als auch ausländische Münzen sowie Gedenkprägungen ohne Nominalwert (Medaillen) und Nachprägungen besonderer historischer Münzen wie z. B. das 1-Billion-Mark-Stück der Provinz Westfalen.
Im Gegensatz zu den vier übrigen Münzprägeanstalten in Deutschland ist die Hamburger Münzstätte privaten Besuchergruppen nicht zugänglich.

## Geschichte

Portugaleser der Hamburgischen Münze

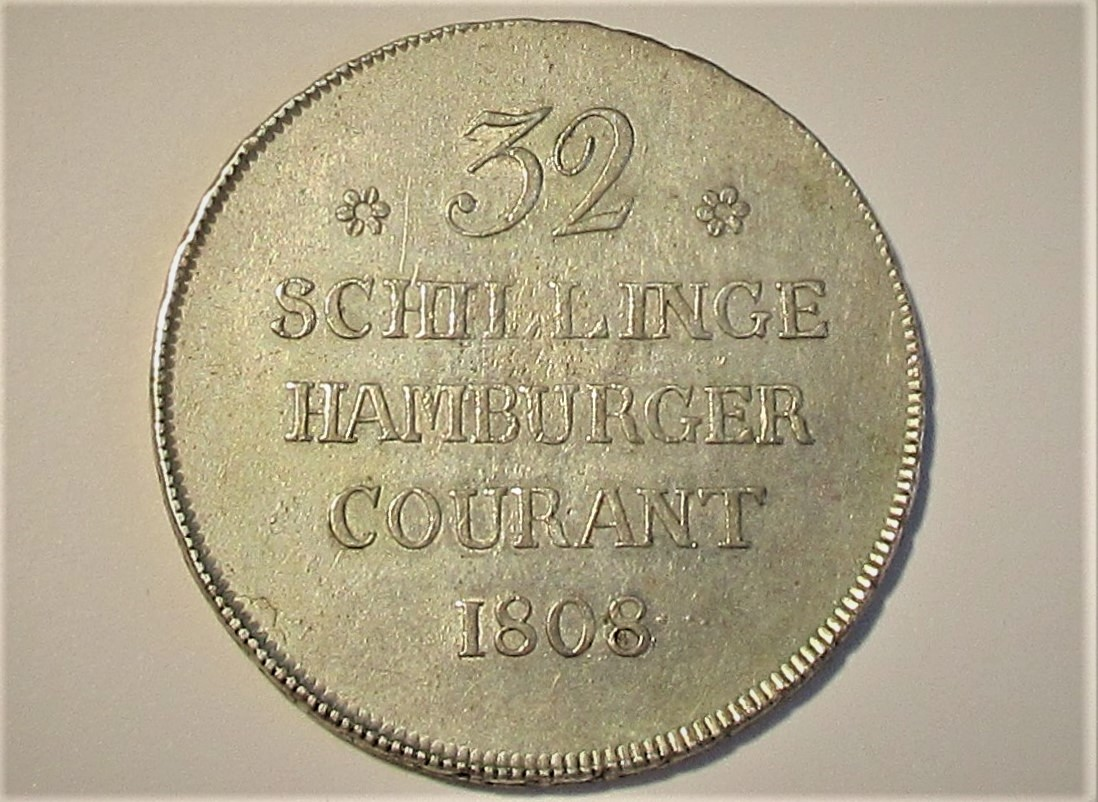
Wertseite Hamburger 32 Schillinge

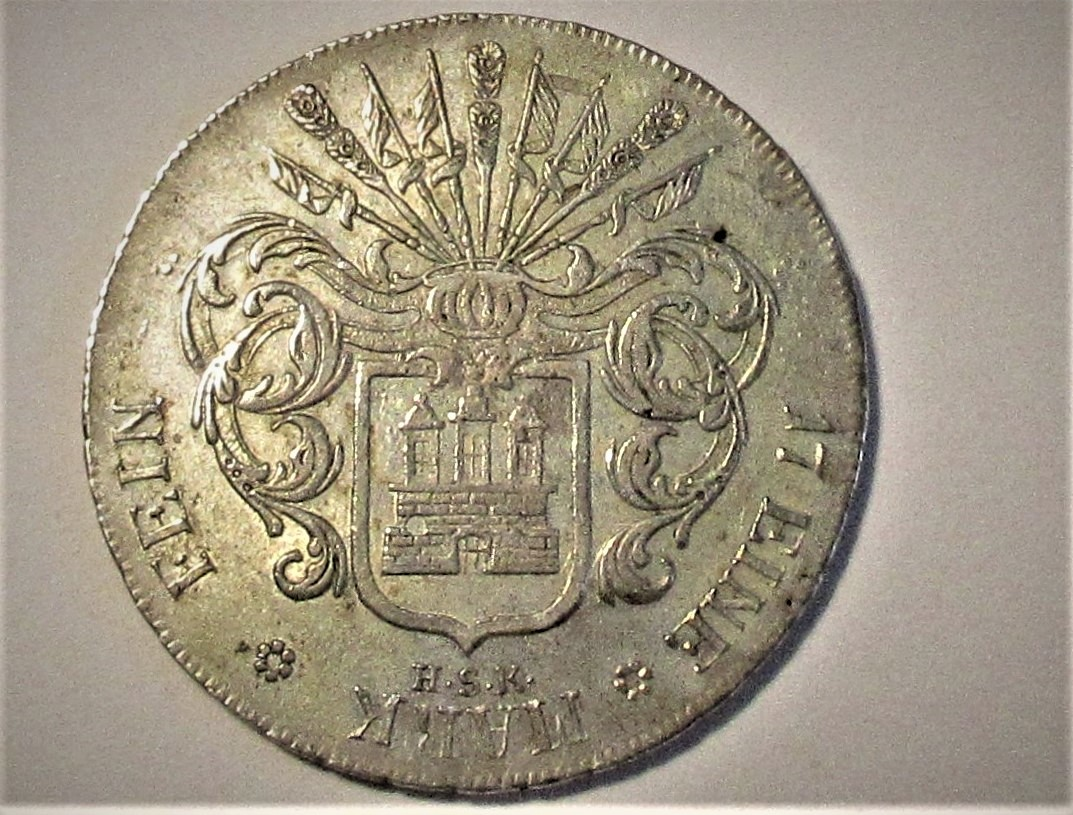
Wappenseite Hamburger 32 Schillinge

Im Jahr 834 wurden in Hamburg erstmals Münzen geschlagen. Das Münzrecht, verliehen durch den Kaiser, hatte der Erzbischof zu Hammaburg inne. 1189 verlieh Kaiser Friedrich Barbarossa der Hamburgischen Münze das Recht zur Prüfung der Gräflich Schauenburgischen Münzstätte. Die Grafen von Holstein verkauften die Münzstätte an die Stadt Hamburg, der damit erlaubt war, eigene Münzen zu schlagen. Bei den Prägungen handelte es sich überwiegend um Brakteaten. Nachdem Hamburg 1325 im Besitz des Münzrechts gewesen war, prägte die Stadt den sogenannten Ewigen Pfennig, der nicht mehr der jährlichen Münzverrufung unterlag, wie das vorher bei den Brakteaten der Grafen von Holstein der Fall war.
1435 wurde der Hamburgischen Münze das Recht zur Prägung von Goldmünzen, den Gulden, durch Kaiser Sigismund verliehen. 1553 wurden in der Münzstätte erstmals Taler und Portugaleser geprägt.
Nachdem 1806 französische Truppen die Stadt besetzt hatten, wurde im Jahr 1813 der Betrieb der Prägeanstalt ausgesetzt. Der bisherige Münzmeister H. S. Knoph erwarb einen Teil der Gerätschaften und betrieb eine Privatmünze im Auftrag der Hamburgischen Bank, in der er Hamburger Dukaten und Scheidemünzen herstellte.
1842 wurde diese Münzstätte durch den Hamburger Brand zerstört. Bis zur Neuerrichtung der Münze versorgten die Münzstätten der benachbarten Königlichen Münze zu Altona, Hannover und Berlin Hamburg mit Münzen. Erst 1873 beschloss die Hamburgische Bürgerschaft, eine neue Prägestätte zu errichten, die 1875 an der Norderstraße eröffnet wurde und seitdem das „J“ trägt. Hamburg wurde damit die neunte Münzprägestätte des Deutschen Reiches und erhielt deshalb den neunten Buchstaben des Alphabets als Prägezeichen zugeteilt („I“ galt als „J“). Die acht verwendeten Prägemaschinen kamen aus der Prägeanstalt Straßburg und waren dort bereits seit 1851 und 1852 in Betrieb.
Im Zweiten Weltkrieg wurde die Münze Hamburg schwer beschädigt, so dass sie erst 1948 wieder ihren Betrieb aufnehmen konnte. 1982 folgte dann – nach vierjähriger Bauzeit – der Umzug in ein neues Gebäude, einen Zweckbau „Bei der Neuen Münze“ in einem Industriegebiet in Hamburg-Rahlstedt.

## Fotogalerie weiterer Hamburger Münzen

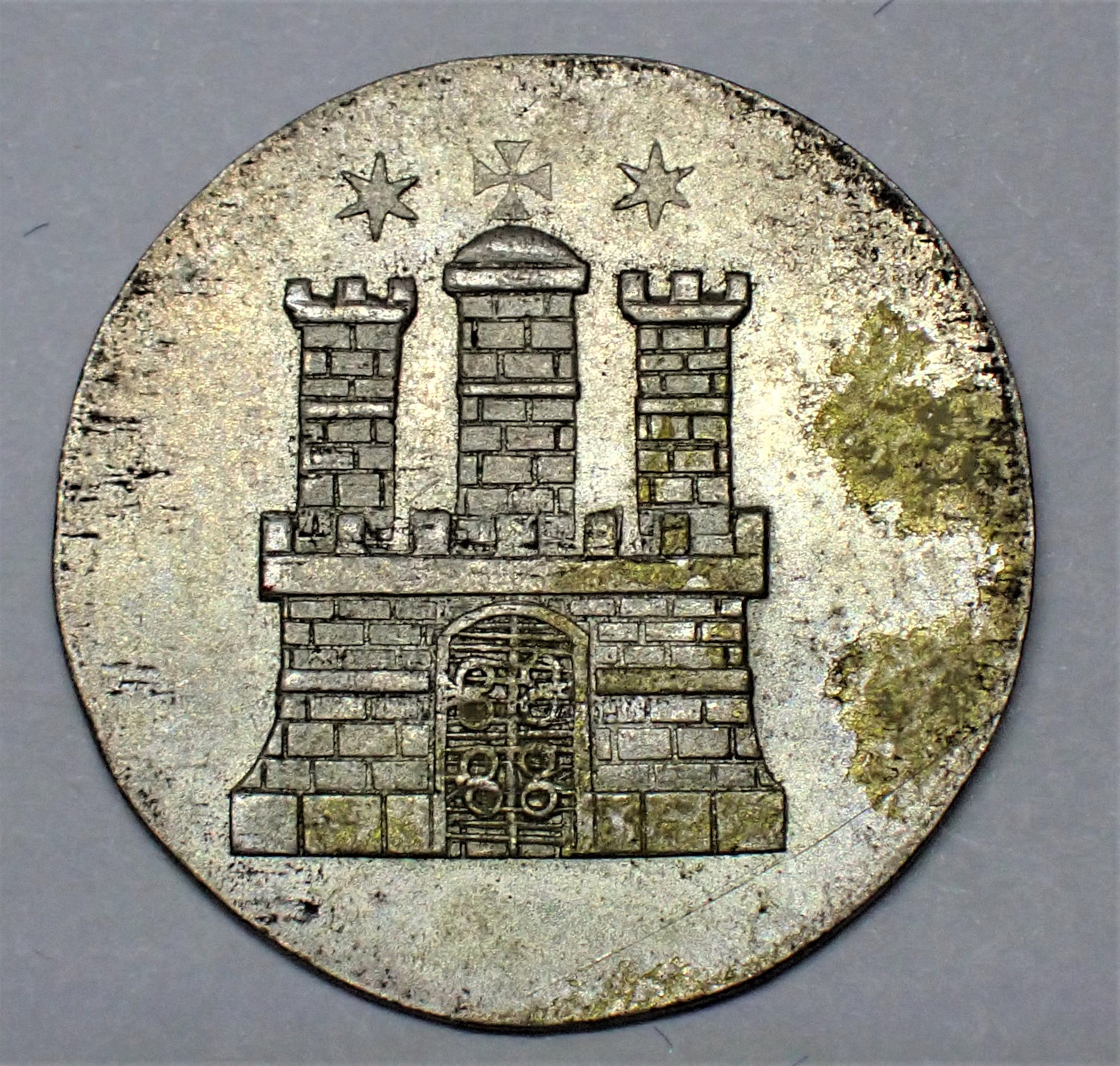
Hamburger Schilling von 1846, Wappenseite
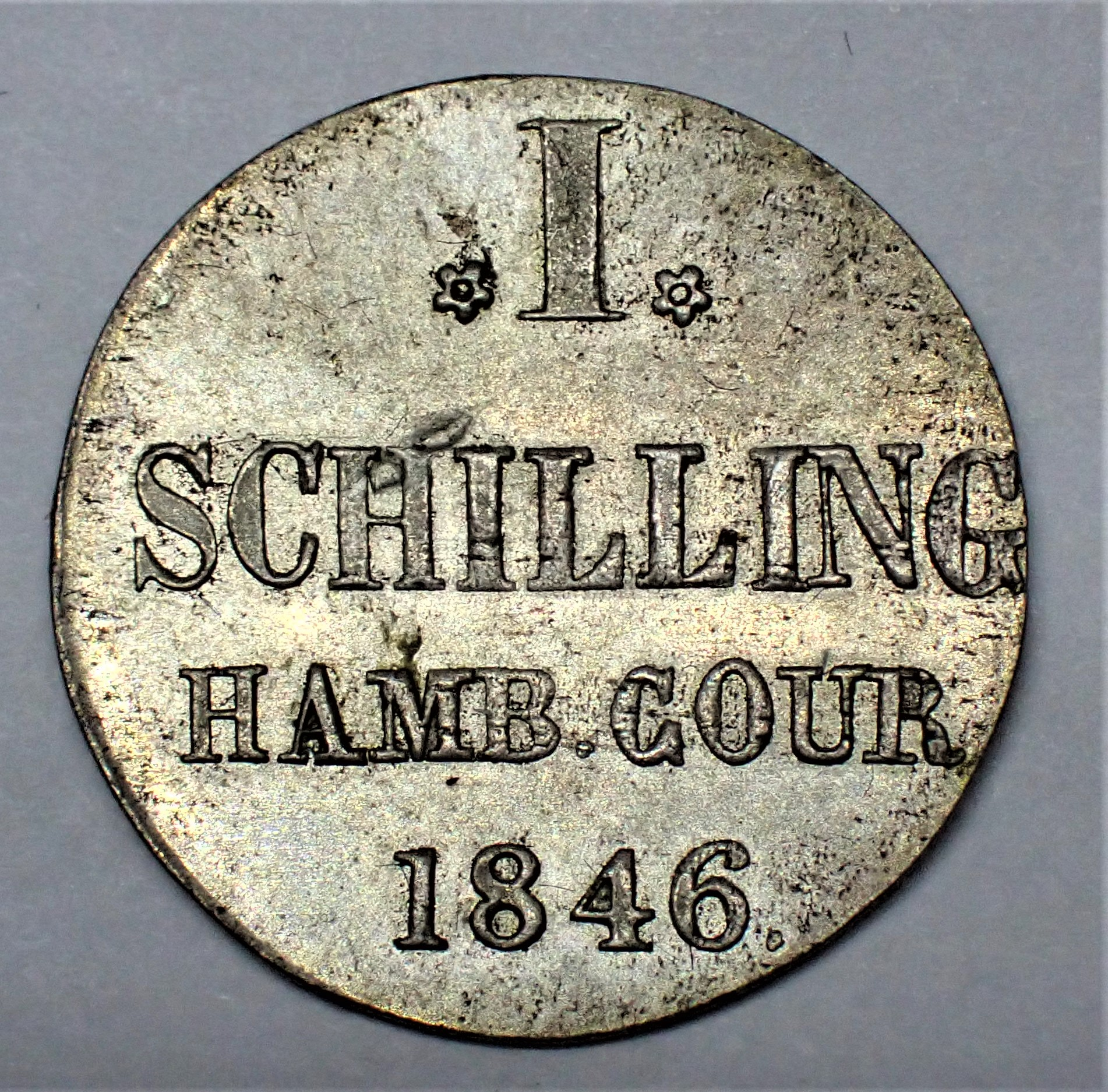
Hamburger Schilling von 1846, Wertseite
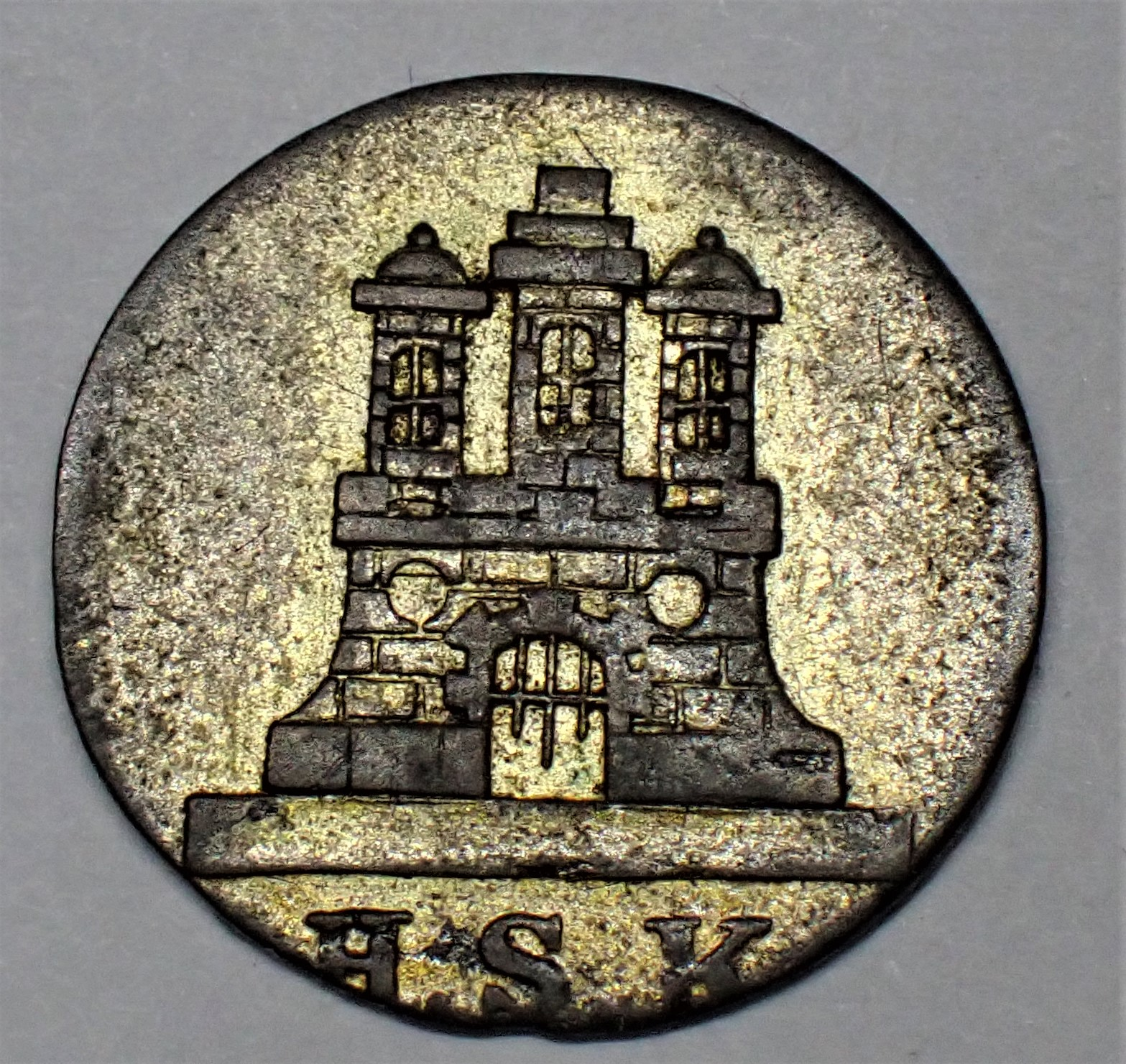
Hamburger Sechsling von 1839, Wappenseite
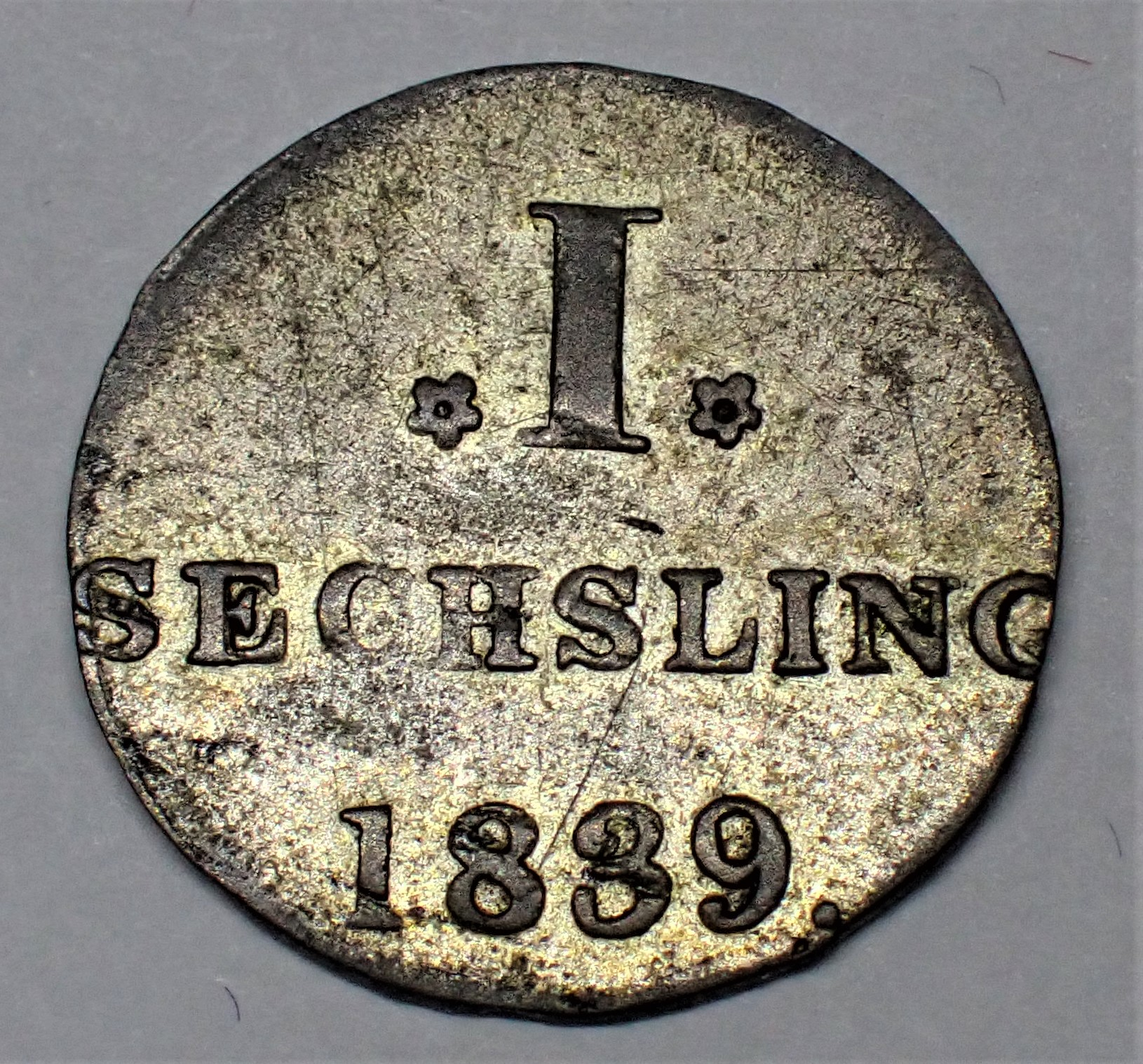
Hamburger Sechsling von 1839, Wertseite
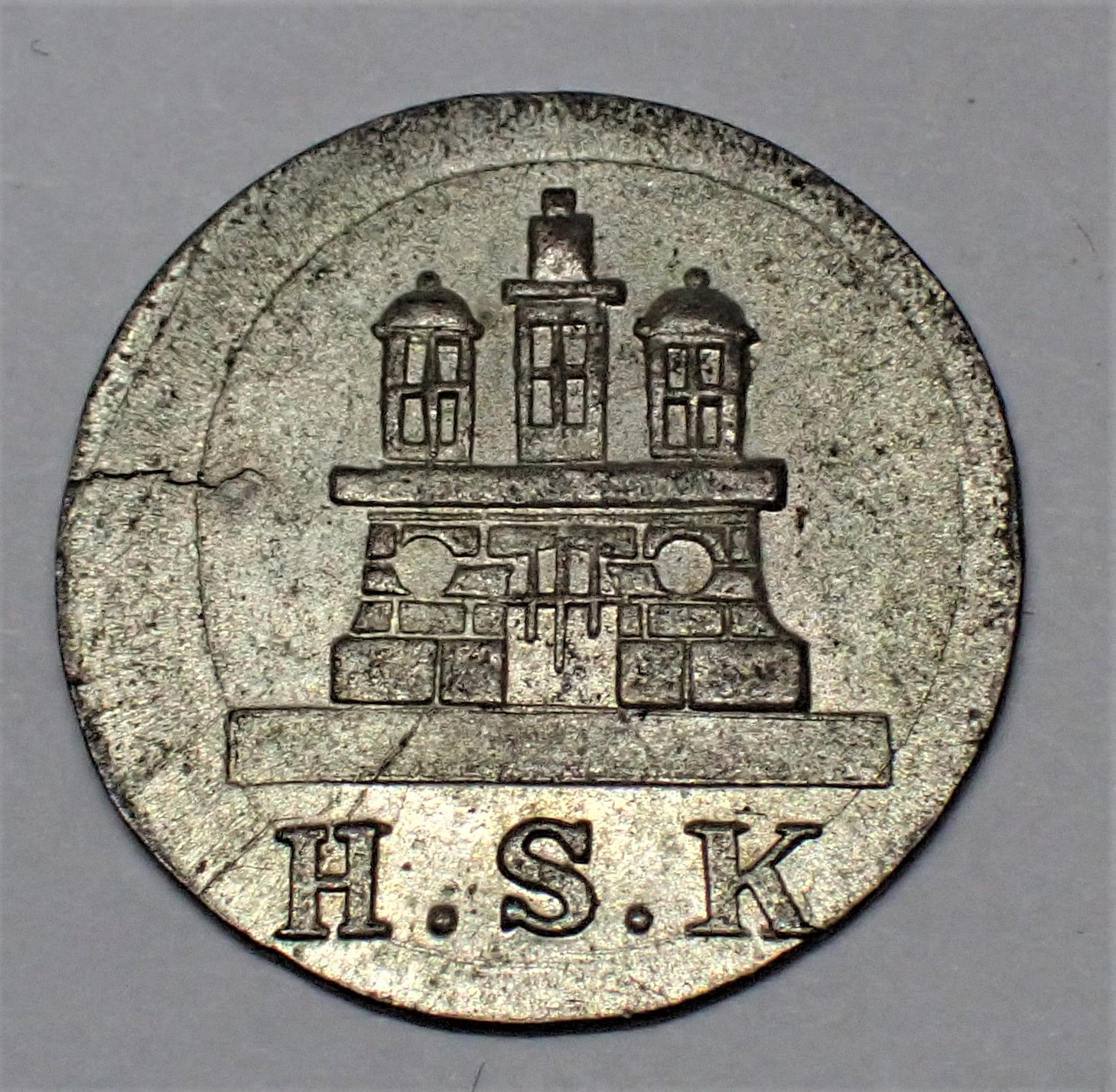
Hamburger Dreiling von 1839, Wappenseite
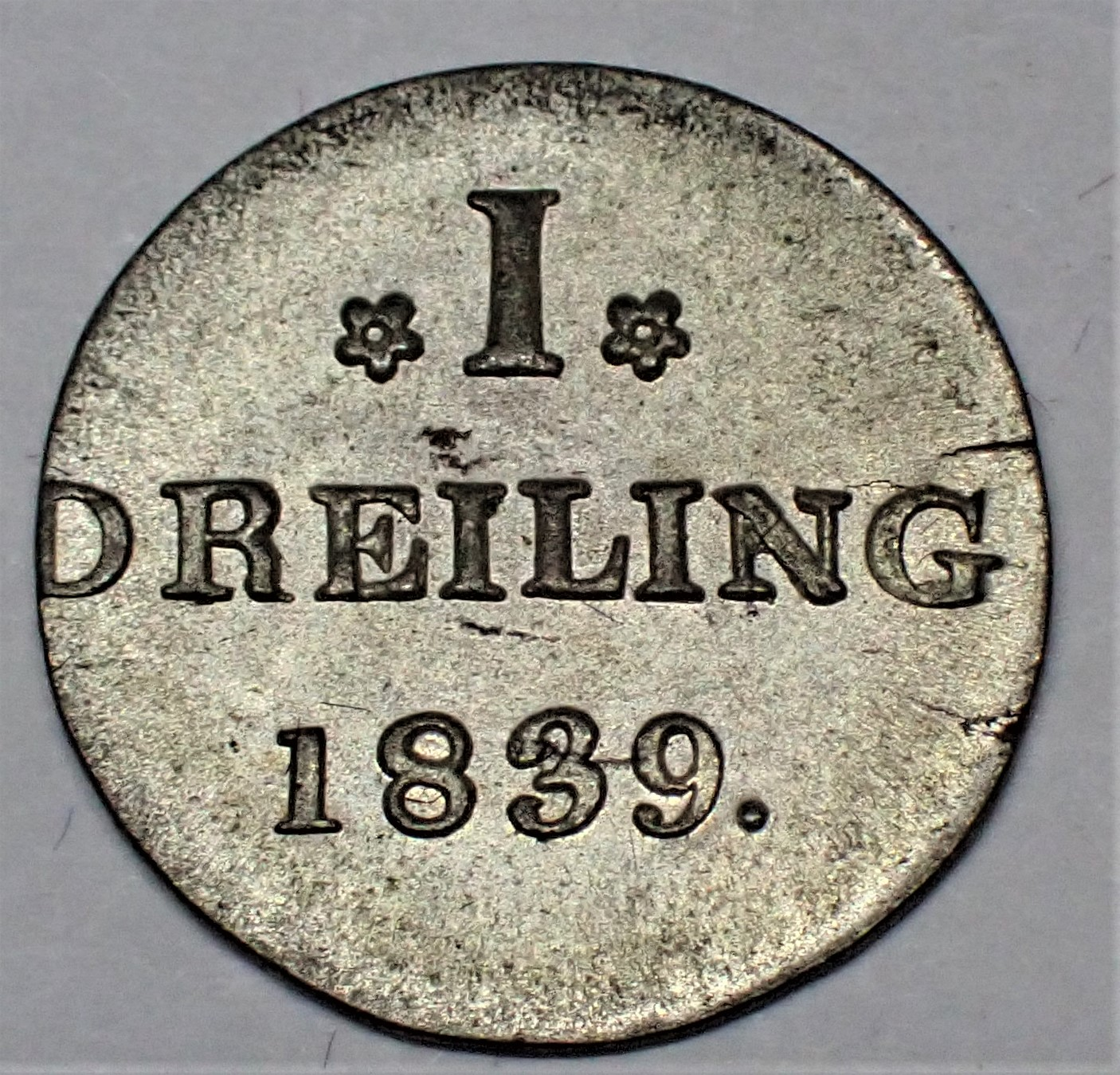
Hamburger Dreiling von 1839, Wertseite

## Euro-Prägungen
Die Euro- und Cent-Münzen als Umlaufgeld, sowie die Gedenkmünzen mit Polymerring (5 und 10 Euro) werden in allen deutschen Münzanstalten geprägt. Dagegen werden die Gedenkmünzen aus Silber, wie die 20-Euro-Gedenkmünzen, jeweils nur in einer Münzanstalt geprägt.